# 원인철
원인철(元仁哲, 1961년 1월 1일~)은 대한민국의 군인으로, 제42대 합동참모의장이다.
공군사관학교 32기(1984년)로, 합동참모차장, 제37대 공군참모총장을 역임하였다. 2020년 8월 31일 합동참모의장 후보자에 지명되었으며, 9월 18일 인사청문회 이후 청문보고서가 채택되었다.

## 학력
- 중경고등학교 8회(1979년 1월 졸업)
- 공군사관학교 32기(1984년)

## 경력
- 공군작전사령부 항공우주작전본부장[6]
- 제19전투비행단장
- 공군작전사령부 부사령관
- 합동참모본부 연습훈련부장
- 공군참모차장 (공군 중장)
- 공군작전사령관
- 합동참모본부 군사지원본부장
- 합동참모본부 합동참모차장[7]
- 공군참모총장[4] (공군 대장)
- 합동참모의장
- 국방과학연구소 정책자문위원
- 한미동맹재단 고문
- 성무안보연구소 이사장
- 제21대 대통령 선거 이재명 후보 진짜 대한민국 선거대책위원회 국방안보자문단 자문위원

## 기타
- 1996년 소령 시절에 우정의 무대에 장기자랑 심사위원으로 출연한 적이 있다.
- 원인철의 중장 진급으로 인해 원주원씨에서 대한민국 육군(원용덕), 대한민국 해군(원태호), 대한민국 공군(원인철)의 중장 이상의 고급 장성급 장교를 모두 배출한 성씨가 되었다.